# Centropogon berteroanus
Centropogon berteroanus là loài thực vật có hoa trong họ Hoa chuông. Loài này được (Spreng.) DC. mô tả khoa học đầu tiên năm 1839.